# Carex omeyica
Carex omeyica är en halvgräsart som beskrevs av Molina Gonz., Acedo och Felix Llamas. Carex omeyica ingår i släktet starrar, och familjen halvgräs. Inga underarter finns listade i Catalogue of Life.